# Daisuke Takahashi (voetballer)
Daisuke Takahashi (Fukuoka, 18 september 1983) is een Japans voetballer.

## Carrière
Daisuke Takahashi speelde tussen 2006 en 2009 voor Oita Trinita. Hij tekende in 2010 bij Cerezo Osaka.